# St. Mariä Heimsuchung (Marienberg)

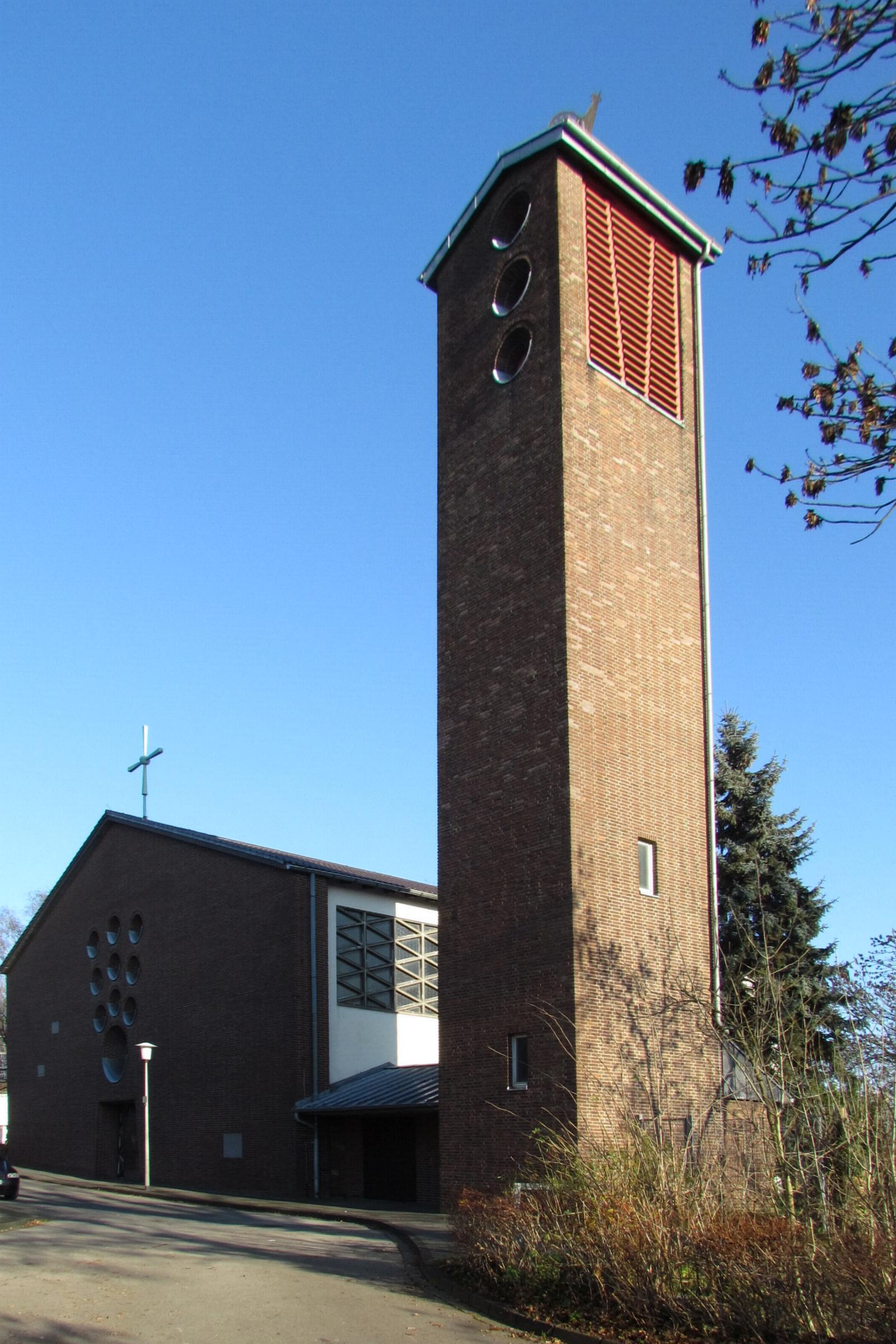
St. Mariä Heimsuchung in Marienberg

St. Mariä Heimsuchung ist eine römisch-katholische Filialkirche in Marienberg, einem Stadtteil von Übach-Palenberg im Kreis Heinsberg in Nordrhein-Westfalen. 
Die Kirche wurde 1958 nach Plänen von Norbert Hieronymi erbaut und steht unter dem Patronat von Mariä Heimsuchung. 

## Geschichte
Marienberg gehörte ursprünglich zur Pfarre Eygelshoven und wurde 1510 selbstständige Pfarrei. Zu dieser Zeit verfügte der Ort auch bereits über ein eigenes Gotteshaus, das in der 2. Hälfte des 15. Jahrhunderts erbaut worden ist. Davon erhalten geblieben ist bis heute der gotische Chor. Durch einen Brand wurde ein Großteil der gotischen Kirche vernichtet, sodass lediglich der erwähnte Chor erhalten blieb. An diesen Chor wurde 1777 ein neues Kirchenschiff angebaut. 
Zur Pfarre zählten auch die Orte Scherpenseel und Grotenrath. Da Marienberg 1820 nur noch 54 Einwohner zählte und die beiden anderen Orte größer waren, wurde Grotenrath 1848 zum Rektorat erhoben und in Scherpenseel 1873 eine eigene Kirche errichtet und der Sitz der Pfarre nach dorthin verlegt. Die Marienberger Kirche wurde daraufhin zur Filialkirche und verlor den Rang als Pfarrkirche. 
Im Zweiten Weltkrieg wurde die alte Kirche bis auf die Außenmauern des alten Chors vollständig zerstört. Nach Beseitigung der Trümmer und Sicherung der erhalten gebliebenen Mauerreste wurde 1958 schließlich die heutige Kirche erbaut. Die Pläne dazu stammen von Architekt Norbert Hieronymi aus Bonn. Die feierliche Kirchweihe war am 1. März 1961.

## Baubeschreibung
St. Mariä Heimsuchung ist eine dreischiffige, flachgedeckte Halle in Formen der Nachkriegsmoderne, an den sich der fünfseitig geschlossene Chor im Stil der Gotik aus dem 15. Jahrhundert anschließt.

## Ausstattung
Im Innenraum befindet sich eine moderne Ausstattung. Altar, Ambo und Taufstein wurden 1958 nach Plänen von Norbert Hieronymi angefertigt. Der Tabernakel ist ein Werk des Frechener Künstlers Egino Weinert. Die Buntglasfenster sind Werke von Ernst Jansen-Winkeln aus dem Jahr 1958. Die Orgel ist ein Werk der Marienberger Orgelbaufirma Wilbrand aus dem Jahr 1958 und verfügt über 8 Register.

## Glocken
Im Turm von St. Mariä Heimsuchung hängt ein fünfstimmiges Bronze-Geläut der Eifeler Glockengießerei aus dem Jahr 1958 mit den Schlagtönen g′-b′-c″-d″-es″.